# 奥利·雷恩
奥利·伊尔马里·雷恩（芬蘭語：Olli Ilmari Rehn，1962年3月31日—）是一名芬兰政治人物，芬兰中间党党员。他是芬兰银行董事会成员之一。之前他曾担任尤哈·西比莱内阁中的经济部部长，2004至2010年间担任主管欧盟扩张的欧洲联盟委员会执行委员，2010至2014年间担任主管经济、货币政策及欧元的欧洲联盟委员会执行委员。